# Karl Nebenführ
Karl Nebenführ alias Richard Kreider alias K. K. Schmidt (* 29. Juni 1900 in Böhmisch Trübau (heute Česká Třebová), nach anderen Angaben in Mährisch Trübau (heute Moravská Třebová), nach anderer Quelle in Favoriten:sec1:19:01; gest. 31. März 1939 in der Lubjanka:sec 1:20:45 ff, Moskau) war ein österreichischer Kommunist, der Opfer der Stalinschen Säuberungen wurde.

## Leben
Der Arbeitersohn:sec 1:18:48 ff aus dem 10. Wiener Gemeindebezirk Favoriten, Karl Nebenführ, wuchs in Wien auf. Er machte eine Lehre als Dreher und trat dann in die Volkswehr ein. 1920 wurde er Sekretär der Soldatengruppe der KPÖ in der Volkswehr. Er publizierte in der Zeitschrift Der Rote Soldat und freundete sich mit Egon Erwin Kisch an. 1921 nahm er in Sowjetrussland als Delegierter am III. Weltkongress der Komintern teil. Dort lernte er seine spätere Frau Erna Wengels kennen, eine Tochter von Margarete und Robert Wengels. 1922 trat Nebenführ der russischen KP bei. Von 1933 bis 1935 lehrte er als Dozent an der Internationalen Lenin-Schule. Ab 1934 war er Führungsoffizier von Ruth von Mayenburg bei ihren Einsätzen im faschistischen Deutschland. Als Mitarbeiter des militärischen Nachrichtendienstes GRU (Hauptverwaltung für Aufklärung des Stabes der Arbeiter- und Bauernarmee) war er in verschiedenen europäischen Ländern tätig und bereiste u. a. die Türkei, Rumänien, Frankreich und Portugal. Mit seiner Frau Erna hatte Nebenführ den 1927 in Wien geborenen Sohn Ulrich Nebenführ (auch Ulrich Wengels-Firkel).
Im Jahr 1937 erhielt Nebenführ noch den Lenin-Orden. 1938 wurde er in der Sowjetunion verhaftet; er starb 1939 infolge von Misshandlungen an inneren Verletzungen. Ruth von Mayenburg sagte aus, dass er nach Folterungen ohne Geständnis erschlagen worden sei.:sec 1:20:45 ff